# Comisario Pantera
Comisario Pantera es una banda mexicana de rock, pop rock e indie rock originaria de Milpa Alta, Ciudad de México. El grupo se formó en 2005. Se encuentra integrado por; Darío Vital (voz y guitarra), Raúl Hernández (batería y coros), Roger Dávila (guitarra) y Marcos Brown (bajo). Iván Vidauri (voz y bajo) formó parte de la agrupación hasta su salida en 2015.Han sido nominados a varios premios entre los que se encuentran; los Indie-O Music Awards por artista nuevo en 2012 y los Premios Grammy Latinos por mejor álbum pop/rock con Cosmovisiones.
En 2005, Iván y Darío se conocieron en un festival de música, donde Darío se presentó con otra banda e Iván se le acercó en backstage. Posteriormente, Piojo y Roger se unieron para completar el grupo. Una vez que todos estuvieron de acuerdo en formar una banda, comenzaron a discutir el estilo musical que querían desarrollar. Al inicio, su intención fue representar a Milpa Alta, inspirados en su entorno, conocido por campos de maíz y eventos festivos. En 2006, la banda lanzó sus primeras maquetas musicales —A margo, Sigue rocanroleando y Honey—, lo que les permitió acceder a la industria musical.
Han grabado cuatro álbumes de estudio: Jóvenes ilustres (2012), Club rodante (2014), Cosmovisiones (2017) e Instinto felino (2022). Asimismo cuentan con tres extended play: Como la vez primera (2010), Éramos adolescentes (2013) y Tiempos mejores (2015). Entre sus canciones más populares se encuentran: «Amiga», «Corre amor», «No es por ti», «Historia», «Éramos adolescentes», «Perfume de mujer», «Perfecta», «Inerte», «Muraski» e «Isabel».Adicionalmente sencillos como «Amiga» y «Corre amor» fueron certificados platino y oro, respectivamente, otorgado por la Asociación Mexicana de Productores de Fonogramas y Videogramas (AMPROFON).
Tienen influencias musicales en bandas como The Beatles, The Rolling Stones y Creedence Clearwater Revival.A lo largo de su trayectoria han colaborado con artistas como Santi Balmes de Love of Lesbian, Ramona, Luis Humberto Navejas de Enjambre y Rebel Cats. Por otra parte se han presentado en festivales musicales masivos tales como el Vive Latino de Ciudad de México o el Hellow Festival de Monterrey, entre otros. En 2014, fueron teloneros del músico estadounidense Jack White en el Festival Corona Capital.

## Historia

### 2005-2012: Inicios yJóvenes ilustres

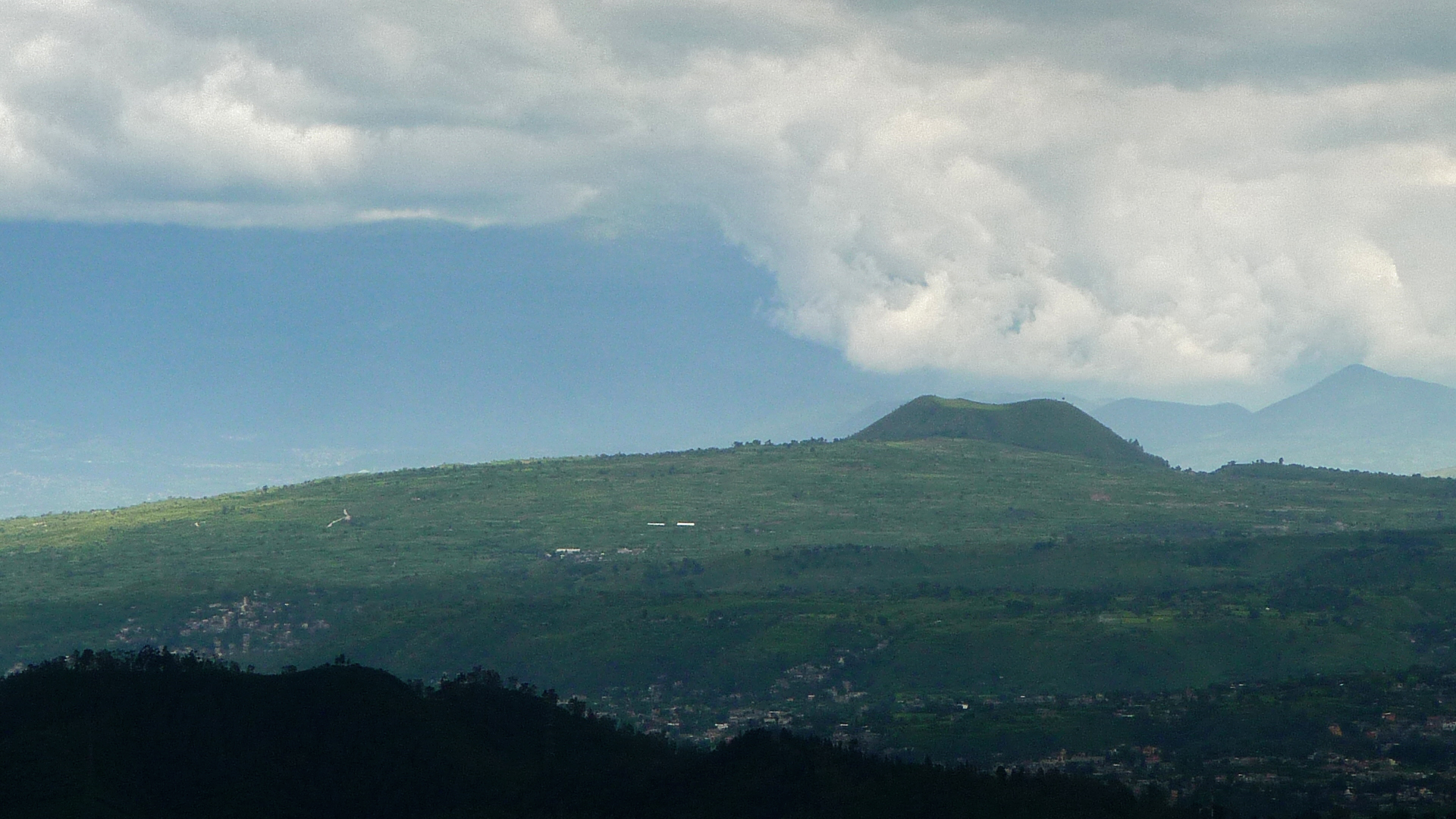
Milpa Alta, Ciudad de México lugar donde se originó la banda.

La banda tiene sus raíces en el sur de Milpa Alta, una región donde aún se conserva la figura del comisario como una figura de autoridad, similar a la del Viejo Oeste. El concepto del comisario representaba una figura con poder y respeto en la comunidad, lo que inspiró el nombre de la banda.
Iván (voz y bajo) explicó que la idea detrás del nombre era crear un personaje que encapsulara las personalidades de los integrantes del grupo. Se inspiraron, en parte, en la banda Pito Pérez, que también era un trío y que se identificaba bajo el nombre de un solo personaje.
En 2012 presentaron su nuevo álbum titulado Jóvenes Ilustres, sucesor de su EP Como la vez primera. Actuaron en la edición de 2011 del Vive Latino, y lanzaron formalmente el disco en un evento que tuvo lugar en la Casa del Lago Juan José Arreola, en Chapultepec. Un momento inesperado fue la aparición de Carla Morrison, quien apadrinó a la banda interpretando la canción «Para ti» durante el evento. La colaboración de Julián Navejas fue decisiva en el desarrollo de Jóvenes Ilustres, lo que influyó en el resultado final del proyecto. Luis Humberto contribuyó con diversas ideas creativas y brindó orientación a la banda.

### 2013-2016:Club rodantey salida de Iván
Presentaron oficialmente su segundo álbum de estudio, Club Rodante, el 3 de noviembre de 2013. En un evento fue realizado en el Teatro Metropólitan de la Ciudad de México, contó con la participación del cantante chileno Pedropiedra, quien ofreció su música como parte de la celebración del lanzamiento. Fue producido por Gerry Rosado y editado por Discos Valiente. El álbum estuvo disponible desde el 21 de octubre de 2013.

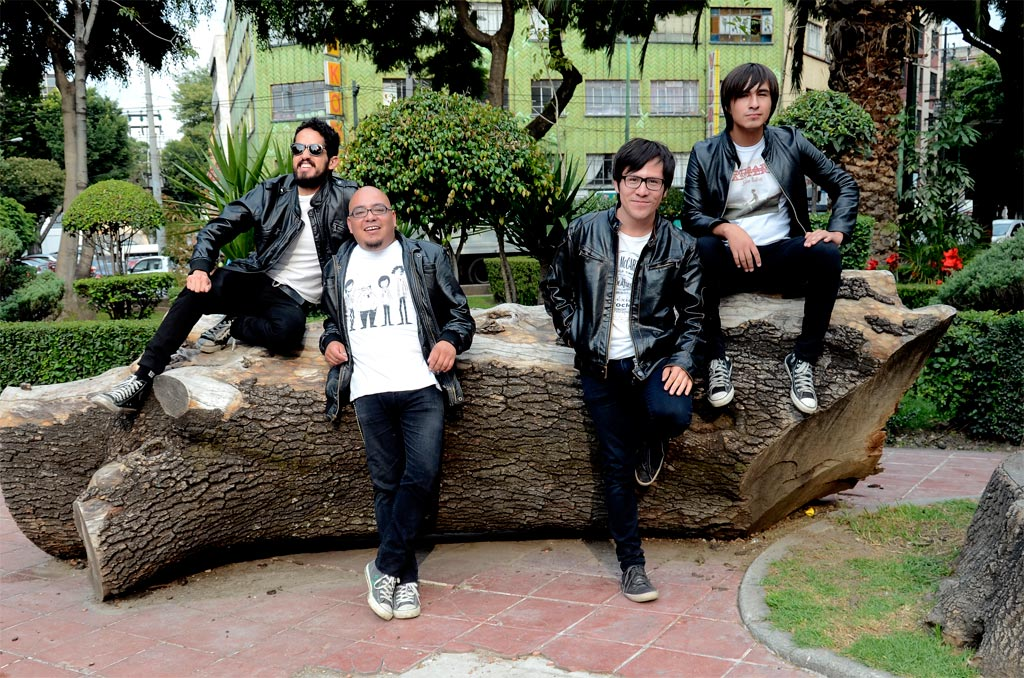
Formación original de la banda, aún con la participación de Iván Vidauri.

Como primer sencillo, se presentó «Horizonte», que contó con un video dirigido por Benjy Estrada y Los Niños Perdidos, que documentaba el recorrido de Comisario Pantera en los meses previos a la publicación del álbum. Parte de la grabación se realizó en las instalaciones de El Desierto, un reconocido estudio de grabación en la Ciudad de México.
Durante dos años consecutivos, la banda mantuvo una actividad constante en toda la República Mexicana, participando en festivales musicales masivos. En enero de 2014, llevaron a cabo su primera gira por Sudamérica, además de realizar otra gira por México para promocionar su segundo álbum de larga duración.El 30 de mayo, se presentó Club rodante en un concierto en el Lunario del Auditorio Nacional. Ese mismo mes se grabó el videoclip de su segundo sencillo, «No es por ti». El vídeo incluye una coreografía, pero sin que los miembros de la banda participen en ella. El lanzamiento se programó para los primeros días de junio. Mediante una transmisión en vivo en sus redes sociales, se anunció que su vocalista y bajista, Iván Vidauri, había decidido «tomarse un año sabático». Vidauri expresó que aunque se alejará del rock, la agrupación seguirá adelante y destacó su gratitud por haber compartido experiencias con sus compañeros. La banda, por su parte, le manifestó su apoyo y confirmó que buscarán un reemplazo para las grabaciones de su próximo disco. Las últimas presentaciones de Vidauri se realizaron en 2015, el 21 de febrero en el Rock And Love Fest en el Foro Norte y el 1 de marzo en Caradura.

### 2017-2021:Cosmovisionesy adición de Marcos Brown

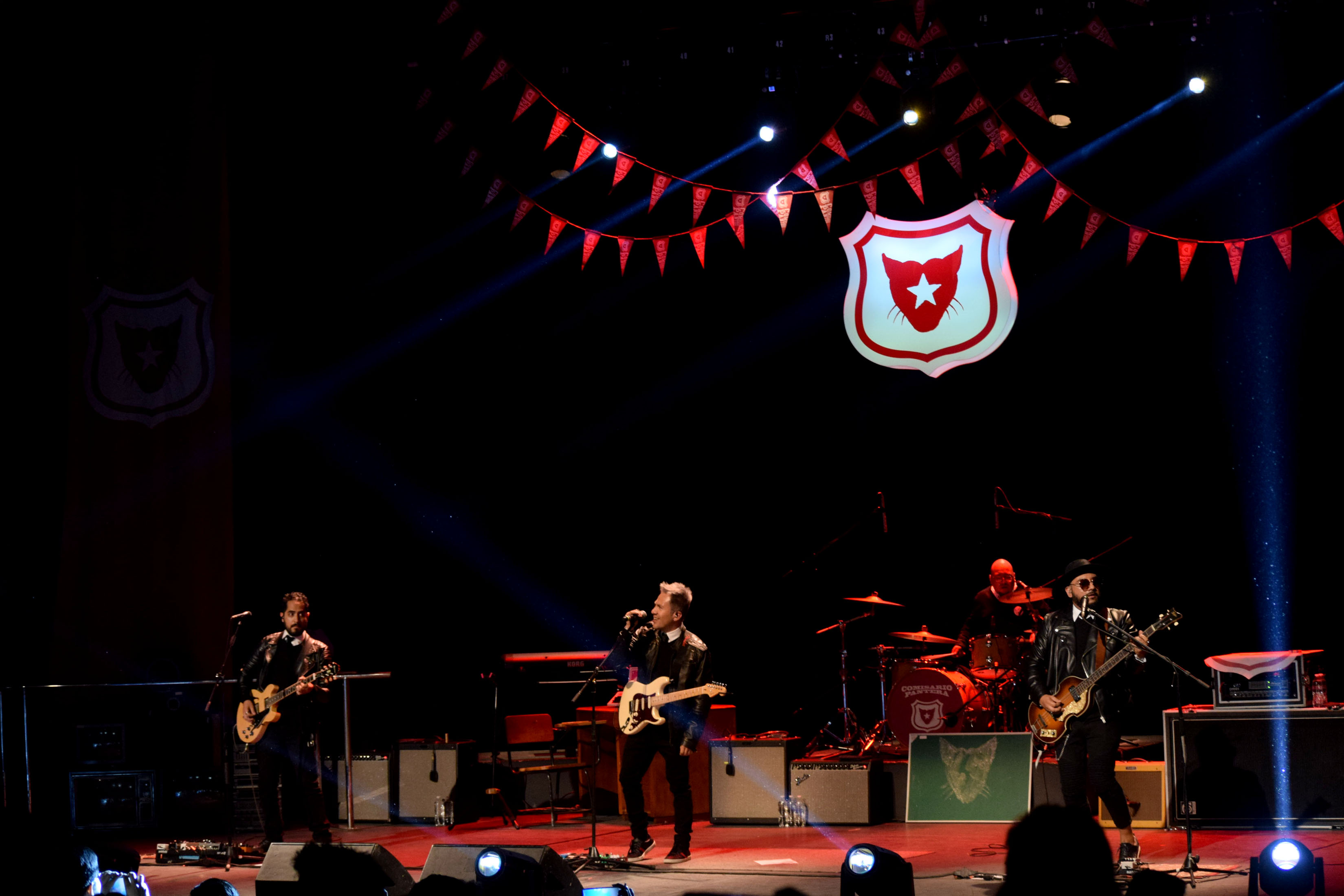
Comisario Pantera en una presentación en el Teatro de la Ciudad Esperanza Iris en 2019.

Según el diccionario de la Real Academia Española, el cosmovisión se define como la visión o concepción del universo. El Plaza Condesa fue escenario para presentar su «universo musical». El evento inició con la actuación de Lanza Internacional, una banda de los hermanos Durán, exintegrantes de Los Bunkers. Cosmovisión se refiere a una forma particular de percibir e interpretar el universo. Este disco fue producido por Sebastián Krys, Juan de Dios Martín, y Pablo Romero, reconocidos por su trabajo con bandas como Kinky, Amaral, y Árbol.Se trata del tercer álbum de estudio y el primero sin su bajista original, Iván Vidauri.
Durante el periodo entre estos lanzamientos, Marcos Brown se unió a la banda, y el grupo lanzó un EP de cinco canciones titulado Tiempos mejores en 2015. Con la promoción de Cosmovisiones, cuyo primer sencillo fue «Abre la ventana». Para «Corre amor» se muestra un intro similar a «Shooting Stars» de Bag Raiders, abordando temas de despedida y olvido. Otros temas incluyen «Cuarto oscuro», que remite al sonido de Los Bunkers, y tres canciones que exploran momentos clave en la vida de la banda: «De cuando te conocí», «Cuando nos faltes tú» y «De cuando el cielo perdí». La canción «Historia», cuenta con la colaboración de Santi Balmes, vocalista de Love of Lesbian.

### 2022-presente:Instinto felino
Instinto felino es el cuarto álbum  de estudio, el título hace referencia al instinto primario de supervivencia, reflejando los tiempos de incertidumbre y adversidad vividos por la banda. Este trabajo discográfico es considerado un testimonio de la resiliencia y la adaptación en tiempos difíciles, capturando la esencia de enfrentar desafíos a través de la música.El álbum sigue la línea del rock que ha caracterizado a la banda, pero incorpora nuevas experiencias y aprendizajes en la producción. La canción «Fallaste» exploró temas de desamor y la honestidad personal, abordando la forma en que las personas lidian con sus errores y su responsabilidad en las relaciones. Con Instinto felino realizaron su primera gira musical por ciudades de España como Madrid.
| «El instinto es el sentimiento más básico, pero también se va modificando con todas las experiencias. No reaccionas igual después de saber ciertas cosas»—Darío Vital (vocalista) |

Debido a Cosmovisiones, el grupo amplió su espectro musical, explorando nuevas influencias, lo que les valió una nominación a los Premios Grammy Latinos. Este proceso les permitió evolucionar y descubrir otras direcciones musicales, lo que se reflejó en Instinto Felino. Según Darío Vital, este trabajo es producto de experiencias acumuladas por la banda, que mezcla momentos de rock puro con otros más sofisticados. En cuanto a las críticas o posibles interpretaciones erróneas de su música, el vocalista Darío Vital señaló que las letras de sus canciones a menudo contienen mensajes implícitos, más allá de lo que parece a simple vista. Aunque algunas puedan parecer simples temas de amor o desilusión, en realidad tienen un trasfondo más profundo que invita a una interpretación más detallada.En el contexto del lanzamiento Comisario Pantera anunció una audición para seleccionar a un baterista. Esta convocatoria contó con la participación de diversos músicos, incluyendo bateristas como Ariel Raiman (Topo) de Los Pericos, Eduardo Tripodi de Los Auténticos Decadentes, Fernando Peyrat de Kchiporros y Germán Arroyo de La Gusana Ciega. El evento generó una gran respuesta en redes sociales, atrayendo la atención de los seguidores y creando ciertas especulaciones entre los fanáticos acerca de una posible separación de la banda, debido a la salida del baterista Piojo.

## Estilo e influencias
Han sido influenciados por una amplia variedad de artistas y géneros, destacándose entre sus principales inspiraciones bandas como The Strokes, Television, Wings, y grupos nacionales como Los Tepetatles. También encuentran influencia en iconos de la cultura popular mexicana como Tin Tan y en bandas de rock clásico como Los Gatos. No obstante, su mayor fuente de inspiración ha sido la música de The Beatles y el rock and roll de los años 1950, elementos que han dado forma a su estilo caracterizado por un sonido nostálgico y enérgico.
Entre sus primeros lanzamientos destacan los EPs Como la primera vez y Éramos adolescentes, que ayudaron a ganar notoriedad en la escena musical mexicana. Posteriormente, lanzaron álbumes de estudio Jóvenes Ilustres y Club Rodante, los cuales consolidaron su estilo y expandieron su base de seguidores. Estos discos combinan influencias del rock clásico consolidándolos como una propuesta relevante dentro del rock en español.

## Integrantes
| Formación actual - Darío Vital - voz, guitarra (2005-presente) - Raúl Hernández- batería, coros (2005-presente) - Roger Dávila - guitarra rítmica (2010-presente) - Marcos Brown - bajo, coros (2015-presente) | Exmiembros - Iván Vidauri - voz, bajo (2005-2015) |

Línea de tiempo

## Discografía
| Álbumes de estudio - 2012: Jóvenes ilustres - 2013: Club rodante - 2017: Cosmovisiones - 2022: Instinto felino | EPs - 2010: Como la vez primera - 2013: Éramos adolescentes - 2015: Tiempos mejores |

## Giras musicales
Principales
- 2012: Jóvenes ilustres Tour
- 2014: Club rodante Tour
- 2017: Cosmovisiones Tour
- 2022: Instinto felino Tour

## Videografía
Videos musicales
| Año  | Canción                        | Otro Artista | Álbum               |
| ---- | ------------------------------ | ------------ | ------------------- |
| 2011 | «Tijuana»                      | Ninguno      | Grabemos una porno  |
| 2011 | «Para ti»                      | Ninguno      | Jóvenes ilustres    |
| 2012 | «Cada vez que mientes»         | Ninguno      | Jóvenes ilustres    |
| 2012 | «Murasaki»                     | Luis Navejas | Jóvenes ilustres    |
| 2012 | «Perfume de mujer»             | Ninguno      | Jóvenes ilustres    |
| 2013 | «Éramos adolescentes»          | Ninguno      | Éramos adolescentes |
| 2013 | «Los solitarios»               | Ninguno      | Éramos adolescentes |
| 2013 | «Horizonte»                    | Ninguno      | Club rodante        |
| 2014 | «Isabel»                       | Ninguno      | Club rodante        |
| 2014 | «No es por ti»                 | Ninguno      | Club rodante        |
| 2015 | «Amiga»                        | Ninguno      | Tiempos mejores     |
| 2016 | «Aire»                         | Ninguno      | Tiempos mejores     |
| 2016 | «Volveré»                      | Ninguno      | Cosmovisiones       |
| 2017 | «Cuarto obscuro»               | Ninguno      | Cosmovisiones       |
| 2017 | «Corre amor»                   | Ninguno      | Cosmovisiones       |
| 2019 | «Historia»                     | Santi Balmes | Cosmovisiones       |
| 2019 | «Otra vez»                     | Ninguno      | Sin álbum           |
| 2019 | «Dime lo que está pasando»     | Ninguno      | Sin álbum           |
| 2020 | «Cerrar y abrir»               | Ninguno      | Sin álbum           |
| 2020 | «No es mi culpa que seas mala» | Ninguno      | Instinto felino     |
| 2020 | «Lo que nadie supo dar»        | Ninguno      | Instinto felino     |
| 2020 | «Campanas navideñas»           | Ninguno      | Sin álbum           |
| 2022 | «Enamorado»                    | Ninguno      | Instinto felino     |
| 2023 | «Será lo que tu quieras»       | Ramona       | Instinto felino     |
| 2023 | «Fallaste»                     | Ninguno      | Instinto felino     |
| 2023 | «Quédate un momento»           | Ninguno      | Instinto felino     |

## Nominaciones
| Año  | Entrega        | Categoría            | Nominación        | Resultado | Ref.   |
| ---- | -------------- | -------------------- | ----------------- | --------- | ------ |
| 2012 | Premios IMAs   | Artista nuevo        | Comisario Pantera | Nominado  | [ 35 ] |
| 2018 | Grammy Latinos | Mejor álbum pop/rock | Cosmovisiones     | Nominado  | [ 36 ] |